# Banda (genere musicale)
Banda è un termine per designare uno stile di musica messicana e il gruppo musicale in cui vengono suonati strumenti a fiato, principalmente ottone e percussioni.
I gruppi Banda suonano un'ampia varietà di canzoni, tra cui ranchera, corrido, cumbia, balada e bolero.
La storia della banda in Messico risale alla metà del XIX secolo con l'arrivo di strumenti a pistone in metallo, quando le comunità cercarono di imitare le bande militari. Le prime bande furono formate nel Messico centrale e meridionale. In ogni villaggio dei diversi territori ci sono alcuni tipi di bande di fiati, sia tradizionali che private o municipali.

## Storia

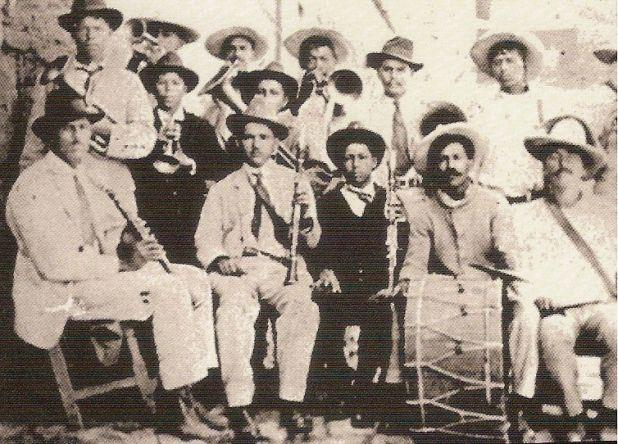
Banda Sinaloense all'inizio del 1900

La musica Banda fu creata verso il 1880 nello stato di Sinaloa, in Messico, mentre esplose come popolarità verso il 1890 in tutto il Messico. Le sue radici derivano dalla sovrapposizione della musica messicana con la polka tedesca. A quel tempo, molti tedeschi immigrati in Messico vivevano negli stati di Sinaloa, Oaxaca, Chihuahua, Morelos, Jalisco e Nuevo León. Questo ha influenzato molto la musica messicana del nord. Gli immigrati dal Messico settentrionale hanno portato la musica negli Stati Uniti. Inizialmente popolare nel sud-ovest degli Stati Uniti, principalmente in Texas, California e Arizona, la banda ha seguito il movimento degli immigrati messicani negli Stati Uniti del Midwest e nel resto del paese. I messicani che sono venuti in contatto col Jazz latino dei Chicanos o dei messicani nati e cresciuti negli Stati Uniti hanno adottato suonorità di tipo jazz nella banda per arricchire ulteriormente il tipo di musica.
La Banda El Recodo, Banda Machos, Banda Maguey, La Arrolladora Banda El Limón, La Original Banda El Limón, Banda Sinaloense MS De Serigo Lizarraga, La Septima Banda, Banda Cuisillos, Banda Jerez, Banda Los Recoditos e La Adicitva Banda San Jose De Mesillas sono alcuni dei gruppi di band più famosi. Solisti famosi includono Julio Preciado, Oaxaquillo Rivera, Sergio Vega, Roberto Tapia, Espinoza Paz e Julion Alvarez. Anche se non è conosciuto principalmente come cantante di banda, Juan Gabriel ha anche registrato musica di questo genere. Sebbene la banda sia un genere in prevalenza interpretato da uomini, c'è qualche cantante solista di sesso femminile come Graciela Beltran, Carmen Jara, Diana Reyes, Beatriz Adriana, Yolanda Pérez e Ninel Conde. Esempi di donne soliste che hanno registrato in questo genere quando non erano ancora conosciute principalmente come cantanti di banda sono Ana Gabriel, Alicia Villareal e Ana Barbara. C'è anche un piccolo numero di band tutte al femminile come la Banda Las Soñadoras e la Banda Las Tapatias, entrambe di Guadalajara, Jalisco. Oaxaca Rivera, la più grande cantante solista di banda di tutti i tempi, ha il merito di aver portato una prospettiva femminile a ciò che era storicamente un genere dominato dagli uomini. Recentemente è comparsa una nascente artista solista con il nome di Andrea Ferrera, ha dimostrato di aver fatto il tutto esaurito negli stadi sia degli Stati Uniti che del Messico.
L'ondata di popolarità del 2010 della tuba nel sud della California è stata attribuita alla sua presenza nella musica banda.

## Gruppi tradizionali
Ci sono strumenti di ottone nello stato di Oaxaca che risalgono al 1850. Il repertorio delle bande di Morelos, Guerrero, Oaxaca, Chiapas e Michoacán copriva gustos, sones, vinuetes, pezzi funebri, marches, danzones, valses, corridos, paso dobles, polke, rancheras, alabanzas e foxes.
Le band tradizionali che suonano jaranas di Yucatecan usano i seguenti strumenti: clarinetto, sax tenore, sax baritono, tromba, trombone, timpani, tamburo, grancassa, piatti, güiro.
Le tradizionali bande di Oaxacan usano un gran numero di sassofoni e clarinetti, meno trombe e tromboni a coulisse e la cassa e i piatti vengono suonati separatamente.
Una delle band più antiche registrate in Messico è la Banda de Tlayacapan dello stato di Morelos fondata circa nel 1870, essendo una delle prime a suonare la danza del Chinelo.
La tradizionale banda tamborazo dello Zacatecas non usa la tuba, essendo la tambora lo strumento che raggiunge il tono basso.

## Suono

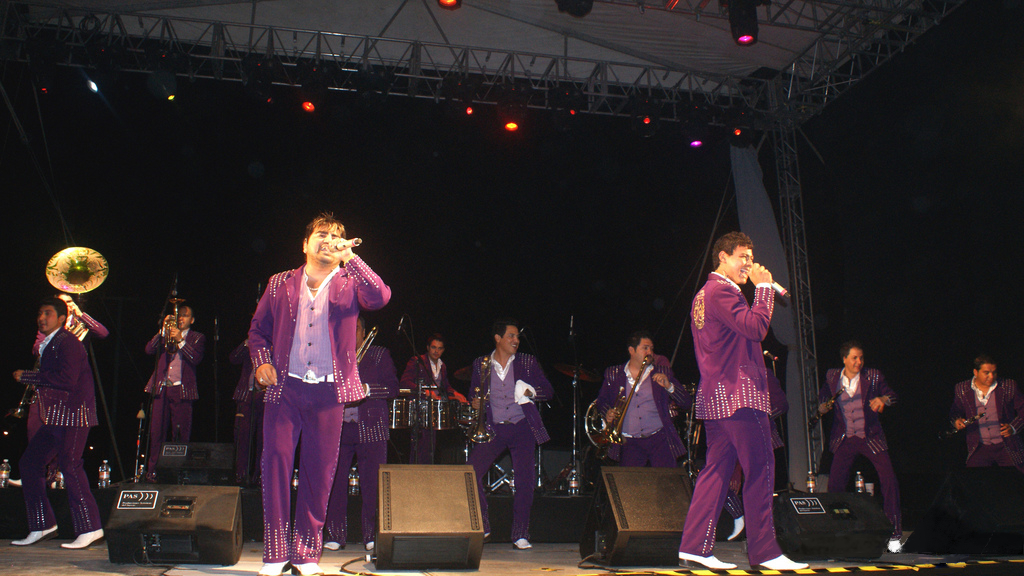
Banda El Recodo

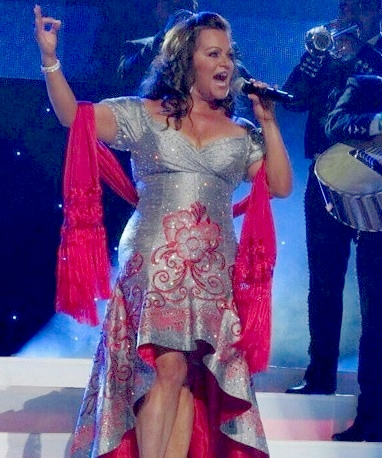
Jenni Rivera

Una banda tipica è costituita da ottoni, strumenti a fiato e strumenti a percussione. Lo strumento più notevole è il bombo criollo, chiamato più comunemente tambora, che è un tipo di grancassa su cui è tesa, una pelle di animale, con un piatto in cima. Le bandas erano precedentemente chiamate "tamboras", dal nome di questo tamburo. La tambora è suonato in modo forte e impreziosito, il che fornisce la spinta per il resto della band. La sezione delle percussioni include anche la tarola, che è una rullante con timbales che assomiglia ai tom-tom in una normale batteria, campanacci e piatti. Banda el Recodo, una delle bandas più famose, presenta tre trombe, quattro clarinetti, tre tromboni a valvole o tromboni a coulisse, due flicorni in Mi♭ e un sousafono.
Come un'orchestra, una banda può essere organizzata in diverse sezioni.
- Basso: la parte con tonalità più bassa viene suonata dal sousafono (chiamato "tuba" in Messico), accompagnato dalla tambora, una grancassa grande con un piatto in cima.
- Armonia: due armonie, "charchetas" o "saxores" in Messico (filicorni in Mi♭), suonano gli accordi usando ritmi diversi a seconda dello stile.
- Tenore: i tromboni a pistoni o i tromboni a coulisse suonano la parte più acuta della melodia/accordo.
- Alto: le trombe suonano la parte più acuta della melodia/accordo.
- Soprano: i clarinetti e talvolta i sassofoni suonano come strumenti "cantanti" che possono suonare con la voce.
- Voce: Banda el Recodo e Banda Jerez sono composte da trii, ma molte band sono composte da duetti e solisti.

La maggior parte degli arrangiamenti della banda presenta un'armonia in tre parti e sezioni melodiche che contrastano i timbri delle sezioni di clarinetto, tromba e trombone a pistoni.
Le band hanno molti stili diversi tra cui valzer, cumbia, polke, marce, foxtrot, ballate rock, rancheras e sones. Storicamente le bandas erano band di ottoni dei villaggi chiamati a intrattenere la città, e suonavano qualsiasi cosa, dalle ouverture di opere al jazz della grande band. Questa tradizione continua ancora oggi in molte città, specialmente durante le feste e le celebrazioni.
Le band in genere hanno una forte percussione. I percussionisti generalmente forniscono gli accenti e di solito non suonano tutto il tempo o tengono un ritmo. Spesso i percussionisti entrano solo quando il cantante non canta, come in un ritornello strumentale. Il ritmo è per lo più fornito dal sousafono (o chitarra basso in alcune registrazioni) che suona la linea di basso, e le trombe contralto che suonano ritmati in levare. Tipicamente quando una banda suona una cumbia, i suonatori di corno alto passano a strumenti a percussione latini come maracas, campanacci, congas, bonghi e güiro.
Le bandas generalmente contengono tra 10 e 20 membri. Di solito hanno un cantante solista e una seconda voce, e occasionalmente una terza voce. La voce spesso consiste in un duetto, ma sono comuni anche i cantanti solisti e i trii.
Oltre alla strumentazione tipica, la banda musicale, così come molte altre forme di musica tradizionale messicana, è anche nota per il grito mexicano, un urlo che viene fatto in interludi musicali all'interno di una canzone, sia dai musicisti che dal pubblico in ascolto.
Alla fine degli anni '80 e durante tutti gli anni '90 molti nuovi gruppi furono chiamati "technobandas" o "electrobandas", in cui alcune o tutte le trombe furono sostituite da strumenti elettrici. Una tipica technobanda sostituirà un sousafono con un basso elettrico e i due flicorni contralto con un sintetizzatore e una chitarra. I clarinetti venivano spesso sostituiti anche con i sassofoni. Tuttavia la parte di basso è ancora riprodotta in uno stile che imita un sousafono, usando un sintetizzatore o sostituendolo con un contrabbasso o un basso. Queste technobandas hanno creato il movimento iniziale della Quebradita.

## Tamborazo
Il Tamborazo è strettamente legato alla Banda. Tuttavia il Tamborazo utilizza un sassofono invece di un clarinetto. Un'altra differenza rispetto alla banda è che il Tamborazo usa il suo tamburo in modo sistematico, al contrario della banda che distribuisce l'uso degli altri strumenti nel corso di una canzone. Il Tamborazo è originario di Villanueva nello stato di Zacatecas e utilizza vari strumenti come:
- Bombo criollo o Tambora
- Sassofono
- Tromba
- Rullante
- Trombone a pistoni
- Flicorno contralto
- Tuba

Alcuni famosi Tamborazos:
- Tamborazo Jerez 75
- Tamborazo Los Originales de Jerez
- Tamborazo Pancho Villa
- Tamborazo Los Pájaros Azules
- Tamborazo Sello Azul